# Janusz Semerga
Janusz Kazimierz Semerga (ur. 10 sierpnia 1960 w Prudniku) – polski piłkarz grający na pozycji lewego pomocnika bądź obrońcy, trener piłarski.

## Kariera
Wychowanek Pogoni Prudnik, do której dołączył w 1972. Wiosną 1979 dołączył do Odry Opole. Od 1983 występował w GKS-ie Jastrzębie. Następnie przeszedł do Górnika 09 Mysłowice, w którym zakończył karierę zawodniczą w 1991.
Od 1991 do 2001 był trenerem Górnika 09 Mysłowice. Następnie szkolił Pogoń Imielin, z którą awansował do śląskiej ligi okręgowej, Stal Chełm Śląski, Lechię 06 Mysłowice, a od 2013 – Unię Kosztowy. W 2016 powrócił do Prudnika i został trenerem Pogoni Prudnik. Otrzymał srebrną odznakę „za działalność na rzecz klubu” z okazji 70-lecia istnienia Pogoni Prudnik. Ze stanowiska trenera Pogoni zrezygnował po rundzie wiosennej.